# شير تزيديك
شير تزيديك (22 أغسطس 1989 ببيسان في إسرائيل - ) (بالعبرية: שיר מאיר צדק‏) هو لاعب كرة قدم إسرائيلي في مركز الدفاع. شارك مع منتخب إسرائيل لكرة القدم. أما مع النوادي، فقد لعب مع نادي هبوعيل إيروني كريات شمونة ونادي هبوعيل بئر السبع.

## وصلات خارجية
- شير تزيديك على موقع الاتحاد الأوربي (الإنجليزية)
- شير تزيديك على موقع قاعدة بيانات كرة القدم.إي يو (الإنجليزية)
- شير تزيديك على موقع ناشيونال فوتبول تيمز (الإنجليزية)
- شير تزيديك على موقع Soccerway.com (الإنجليزية)
- شير تزيديك على موقع AS.com (الإسبانية)